# برآورد طیفی
برآورد طیفی یا تخمین طیفی (به انگلیسی: Spectral estimation)، زمینه‌ای است در پردازش آماری سیگنال‌ها که به تخمین چگالی طیف توان (PSD) سیگنال‌های تصادفی با استفاده از دنباله‌ای از نمونه‌های زمانی آن‌ها می‌پردازد.